# يزيد بن زمعة
الصحابي يزيد بن زمعة بن الأسود بن المطلب بن أسد بن عبد العزى بن قصي القرشيّ الأسديّ، أمه قريبة الكبرى بنت أبي أمية المخزومية أخت أم سلمة، أسلم قديمًا، فكان من السابقين الأولين، وهاجر إلى الحبشة في الهجرة الثانية، وصحب النبي، وروى عنه هو وأخوه عبد الله بن زمعة.
وكان من وجهاء قريش قبل الإسلام، إليه كانت المشورة في الجاهلية، وذلك أن قريشًا لم يجمعوا على أمر إلا عرضوه عليه، فإن رضيه سكت، وإن لم يرضه منع منه، وكانوا له أعوانًا حتى يرجع، استشهد يزيد في غزوة حنين، حيث جمح به فرس له اسمه الجناح فقتل، وقيل في غزوة الطائف.